# Comtats de Suècia
Els comtats de Suècia (en suec: län) són el primer nivell administratiu i polític de l'organització territorial de Suècia, i n'hi ha vint-i-u.
Els comtats van establir-se el 1634 per iniciativa del comte Axel Oxenstierna i substituïren les antigues comarques (en suec, landskap) o províncies històriques de Suècia per bastir una administració moderna. Les fronteres dels comtats sovint coincidien amb les fronteres comarcals, però la Corona sovint va optar per realitzar petites modificacions per adaptar-la als seus propòsits.
Actualment a Suècia hi ha propostes molt polèmiques per reorganitzar el país en grans regions, tot substituint els actuals comtats.

## Funció
A cada comtat hi ha un Consell d'Administració Comtal (en suec länsstyrelse) dirigit per un governador civil (en suec landshövding), i també un Consell de Comtats de Suècia i d'altres organitzacions governamentals.
El Consell d'Administració és designat pel Govern Suec per coordinar l'administració amb els objectius polítics nacionals per al comtat.
La deputació comtal, d'altra banda, és un govern regional, ço és, una assemblea política nomenada per l'electorat per deliberar sobre els afers municipals o comtals, principalment amb relació a la sanitat pública.
Una sèrie d'agències del govern s'organitzen sobre la base territorial dels comtats, inclosos els principals òrgans de la policia, treball, seguretat social i serveis forestals.

## Mapa
| \| Sigles \| Län \| \| ------ \| ------------------------- \| \| BD \| Comtat de Norrbotten \| \| AC \| Comtat de Västerbotten \| \| Z \| Comtat de Jämtland \| \| Y \| Comtat de Västernorrland \| \| X \| Comtat de Gävleborg \| \| W \| Comtat de Dalarna \| \| S \| Comtat de Värmland \| \| T \| Comtat d'Örebro \| \| U \| Comtat de Västmanland \| \| C \| Comtat d'Uppsala \| \| AB \| Comtat d'Estocolm \| \| D \| Comtat de Södermanland \| \| O \| Comtat de Västra Götaland \| \| E \| Comtat d'Östergötland \| \| F \| Comtat de Jönköping \| \| H \| Comtat de Kalmar \| \| N \| Comtat de Halland \| \| G \| Comtat de Kronoberg \| \| K \| Comtat de Blekinge \| \| M \| Comtat d'Escània \| \| I \| Comtat de Gotland \| | län                       |  |
| Sigles | Län                       |  |
| BD | Comtat de Norrbotten      |  |
| AC | Comtat de Västerbotten    |  |
| Z | Comtat de Jämtland        |  |
| Y | Comtat de Västernorrland  |  |
| X | Comtat de Gävleborg       |  |
| W | Comtat de Dalarna         |  |
| S | Comtat de Värmland        |  |
| T | Comtat d'Örebro           |  |
| U | Comtat de Västmanland     |  |
| C | Comtat d'Uppsala          |  |
| AB | Comtat d'Estocolm         |  |
| D | Comtat de Södermanland    |  |
| O | Comtat de Västra Götaland |  |
| E | Comtat d'Östergötland     |  |
| F | Comtat de Jönköping       |  |
| H | Comtat de Kalmar          |  |
| N | Comtat de Halland         |  |
| G | Comtat de Kronoberg       |  |
| K | Comtat de Blekinge        |  |
| M | Comtat d'Escània          |  |
| I | Comtat de Gotland         |  |

| Sigles | Län                       |
| ------ | ------------------------- |
| BD     | Comtat de Norrbotten      |
| AC     | Comtat de Västerbotten    |
| Z      | Comtat de Jämtland        |
| Y      | Comtat de Västernorrland  |
| X      | Comtat de Gävleborg       |
| W      | Comtat de Dalarna         |
| S      | Comtat de Värmland        |
| T      | Comtat d'Örebro           |
| U      | Comtat de Västmanland     |
| C      | Comtat d'Uppsala          |
| AB     | Comtat d'Estocolm         |
| D      | Comtat de Södermanland    |
| O      | Comtat de Västra Götaland |
| E      | Comtat d'Östergötland     |
| F      | Comtat de Jönköping       |
| H      | Comtat de Kalmar          |
| N      | Comtat de Halland         |
| G      | Comtat de Kronoberg       |
| K      | Comtat de Blekinge        |
| M      | Comtat d'Escània          |
| I      | Comtat de Gotland         |

| landskap | \| Regió \| Landskap \| \| -------- \| -------------------- \| \| Norrland \| Ångermanland \| \| Norrland \| Gästrikland \| \| Norrland \| Hälsingland \| \| Norrland \| Härjedalen \| \| Norrland \| Jämtland \| \| Norrland \| Lappland (Lapònia) \| \| Norrland \| Medelpad \| \| Norrland \| Norrbotten \| \| Norrland \| Västerbotten \| \| Svealand \| Dalarna (Dalecàrlia) \| \| Svealand \| Närke \| \| Svealand \| Södermanland \| \| Svealand \| Uppland \| \| Svealand \| Värmland \| \| Svealand \| Västmanland \| \| Götaland \| Blekinge \| \| Götaland \| Bohuslän \| \| Götaland \| Dalsland \| \| Götaland \| Gotland \| \| Götaland \| Halland \| \| Götaland \| Öland \| \| Götaland \| Östergötland \| \| Götaland \| Escània \| \| Götaland \| Småland \| \| Götaland \| Västergötland \| |  |
| Regió    | Landskap |  |
| Norrland | Ångermanland |  |
| Norrland | Gästrikland |  |
| Norrland | Hälsingland |  |
| Norrland | Härjedalen |  |
| Norrland | Jämtland |  |
| Norrland | Lappland (Lapònia) |  |
| Norrland | Medelpad |  |
| Norrland | Norrbotten |  |
| Norrland | Västerbotten |  |
| Svealand | Dalarna (Dalecàrlia) |  |
| Svealand | Närke |  |
| Svealand | Södermanland |  |
| Svealand | Uppland |  |
| Svealand | Värmland |  |
| Svealand | Västmanland |  |
| Götaland | Blekinge |  |
| Götaland | Bohuslän |  |
| Götaland | Dalsland |  |
| Götaland | Gotland |  |
| Götaland | Halland |  |
| Götaland | Öland |  |
| Götaland | Östergötland |  |
| Götaland | Escània |  |
| Götaland | Småland |  |
| Götaland | Västergötland |  |

| Regió    | Landskap             |
| -------- | -------------------- |
| Norrland | Ångermanland         |
| Norrland | Gästrikland          |
| Norrland | Hälsingland          |
| Norrland | Härjedalen           |
| Norrland | Jämtland             |
| Norrland | Lappland (Lapònia)   |
| Norrland | Medelpad             |
| Norrland | Norrbotten           |
| Norrland | Västerbotten         |
| Svealand | Dalarna (Dalecàrlia) |
| Svealand | Närke                |
| Svealand | Södermanland         |
| Svealand | Uppland              |
| Svealand | Värmland             |
| Svealand | Västmanland          |
| Götaland | Blekinge             |
| Götaland | Bohuslän             |
| Götaland | Dalsland             |
| Götaland | Gotland              |
| Götaland | Halland              |
| Götaland | Öland                |
| Götaland | Östergötland         |
| Götaland | Escània              |
| Götaland | Småland              |
| Götaland | Västergötland        |

Cada comtat se subdivideix en municipis (en suec kommuner) i llur creació depèn de forma discrecional del govern central. Des del 2004 n'hi ha 290, corresponent, per tant, una mitjana de 13,8 per cada comtat.

## Llista de comtats
| Codi ISO | Escut           | Comtat (Län)    | Centre administratiu | Superfície (km²) | Població (2013) |
| -------- | --------------- | --------------- | -------------------- | ---------------- | --------------- |
| AB       | Estocolm        | Estocolm        | Estocolm             | 6.519,3          | 2.163.042       |
| AC       | Västerbotten    | Västerbotten    | Umeå                 | 55.186,2         | 261.112         |
| BD       | Norrbotten      | Norrbotten      | Luleå                | 98.244,8         | 249.436         |
| C        | Uppsala         | Uppsala         | Uppsala              | 8.207,2          | 345.481         |
| D        | Södermanland    | Södermanland    | Nyköping             | 6.102,3          | 277.569         |
| E        | Östergötland    | Östergötland    | Linköping            | 10.602,0         | 437.848         |
| F        | Jönköping       | Jönköping       | Jönköping            | 10.495,1         | 341.235         |
| G        | Kronoberg       | Kronoberg       | Växjö                | 8.466,0          | 187.156         |
| H        | Kalmar          | Kalmar          | Kalmar               | 11.217,8         | 233.874         |
| I        | Gotland         | Gotland         | Visby                | 3.151,4          | 57.161          |
| K        | Blekinge        | Blekinge        | Karlskrona           | 2.946,4          | 152.757         |
| M        | Escània         | Escània         | Malmö                | 11.034,5         | 1.274.069       |
| N        | Halland         | Halland         | Halmstad             | 5.460,7          | 306.840         |
| O        | Västra Götaland | Västra Götaland | Göteborg             | 23.948,8         | 1.615.084       |
| S        | Värmland        | Värmland        | Karlstad             | 17.591,0         | 273.815         |
| T        | Örebro          | Örebro          | Örebro               | 8.545,6          | 285.395         |
| U        | Västmanland     | Västmanland     | Västerås             | 5.145,8          | 259.054         |
| W        | Dalarna         | Dalarna         | Falun                | 28.188,8         | 277.349         |
| X        | Gävleborg       | Gävleborg       | Gävle                | 18.198,9         | 277.970         |
| Y        | Västernorrland  | Västernorrland  | Härnösand            | 21.683,8         | 242.156         |
| Z        | Jämtland        | Jämtland        | Östersund            | 49.341,2         | 126.461         |

## Antigues divisions
Les províncies històriques de Suècia o comarques i les regions de Suècia no tenen importància política, però són denominacions molt emprades culturalment i històrica. Històricament les províncies es dividien en tres regions: Götaland, que comprenia el sud i l'oest del país; Svaeland, la part oriental i sud-oriental; i Norrland, tota la meitat nord. Les dues primeres fan referència als dominis d'antigues tribus i la tercera és una referència geogràfica. Encara són molt emprades aquestes denominacions com a referències geogràfiques.